# Cherokeesia
Cherokeesia is een geslacht van sponsdieren uit de klasse van de Demospongiae (gewone sponzen).

## Soort
- Cherokeesia armata Copeland, Manconi & Pronzato